# Torsion (algèbre)
Pour les articles homonymes, voir Torsion (homonymie).
En algèbre, dans un groupe, un élément est dit de torsion s'il est d'ordre fini, c'est-à-dire si l'une de ses puissances non nulle est l'élément neutre.
La torsion d'un  groupe est l'ensemble de ses éléments de torsion.
Un groupe est dit sans torsion si sa torsion ne contient que le neutre, c'est-à-dire si tout élément différent du neutre est d'ordre infini.
Si le groupe est abélien, sa torsion est un sous-groupe. Par exemple, le sous-groupe de torsion du groupe abélien {\displaystyle (\mathbb {R} /\mathbb {Z} ,+)} est {\displaystyle \mathbb {Q} /\mathbb {Z} }.
Un groupe abélien est sans torsion si et seulement s'il est plat en tant que ℤ-module.
Si la torsion T d'un groupe G est un sous-groupe alors T est pleinement caractéristique dans G et G/T est sans torsion.
Un groupe de torsion est un groupe égal à sa torsion, c'est-à-dire un groupe dont tous les éléments sont d'ordre fini. Il existe des groupes de torsion infinis (par exemple {\displaystyle \mathbb {Q} /\mathbb {Z} }).
La notion de torsion se généralise aux modules sur un anneau. Si A est un anneau commutatif unitaire et si M est un module sur A, un élément de torsion  de M est un vecteur x dans M annulé par un élément régulier a dans A :  ax = 0. Cette notion est associée à la définition du foncteur Tor en algèbre homologique. En effet, l'ensemble des x annulés par a est un sous-module de M isomorphe à {\displaystyle \mathrm {Tor} _{1}^{A}(A/aA,M)}.